# 코플리 메달
코플리 메달(영어: Copley Medal)은 과학 업적에 대해 권위있는 업적을 남긴 사람에게 수여되는 가장 오래된 상이다. 왕립학회에서 회원 고드프리 코플리(Sir Godfrey Copley, 2nd Baronet)가 기부한 기금을 토대로 1731년 창립되어 매년 수여되고 있다.
물리학, 생물학 분야의 연구자에게 수여되며, 수상자는 자동적으로 협회의 회원으로 선출된다.